# Don't wanna cry
〈Don't wanna cry〉는 일본의 가수 아무로 나미에의 다섯 번째 싱글 앨범으로, 1996년 3월 13일에 발매되었다. (8cm CD: AVDD-20119) 바로 이전에 발표한 싱글 〈Chase the Chance〉과 동일하게, 또다시 코무로 테츠야와 마에다 타카히로 (前田たかひろ)가 함께 가사를 썼고, 작곡과 편곡은 코무로가 혼자 맡았다. 이 곡은 일본의 음료 제조업체 다이도 드린코 (Dydo Drinco)의 탄산 음료 "mistio"의 광고 삽입곡으로 사용되었고, 아무로 본인도 이 광고에 출연했다. B 사이드 곡은 〈present〉이며, 작사는 마에다, 작곡은 코무로, 편곡을 코무로와 쿠보 코지 (久保こーじ)가 담당했다.
아무로는 이 곡으로 제38회 일본레코드대상에서 대상을 처음 수상했는데, 이 때 그녀의 나이는 19세였으며 이는 사상 최연소 대상 수상 기록이었다. 또한 제11회 일본 골드디스크대상에서도 베스트5 싱글에 이름을 올렸으며, 제47회 NHK 홍백가합전에도 이 곡으로 출연했다. 다른 주목할만한 것은 당시 후지 TV에서 방영되던 음악 방송 《HEY!HEY!HEY!MUSIC CHAMP》에서 선정하던 "퍼팩트 랭킹"이라는 부분에서 4월 15일과 22일, 2주 연속으로 1위를 기록한 것인데, 이 순위는 CD 판매량에 가라오케에서 선곡된 횟수와 음반 대여 횟수, 텔레비전과 라디오에 곡이 쓰인 횟수, 심지어 곡이 쓰인 작품의 시청률 따위의 개념까지도 모두 망라된 종합 순위였다.
이 싱글의 누적 출하량은 155만 장으로 알려져있다.

## 수록곡
- 믹싱: 크리스 로드 앨지 (Chris Lord-Alge)

| #            | 제목                                       | 작사                            | 작곡          | 편곡                      | 재생 시간 |
| ------------ | ------------------------------------------ | ------------------------------- | ------------- | ------------------------- | --------- |
| 1.           | 〈〈Don't wanna cry〉〉 (Radio Edit)       | 코무로 테츠야 / 마에다 타카히로 | 코무로 테츠야 | 코무로 테츠야             | 4:41      |
| 2.           | 〈〈present〉〉                            | 마에다 타카히로                 | 코무로 테츠야 | 코무로 테츠야 / 쿠보 코지 | 4:39      |
| 3.           | 〈〈Don't wanna cry〉〉 (Original Karaoke) |                                 |               |                           | 4:39      |
| 4.           | 〈〈present〉〉 (Original Karaoke)         |                                 |               |                           | 4:38      |
| 총 재생 시간 | 총 재생 시간                               | 총 재생 시간                    | 총 재생 시간  | 총 재생 시간              | 18:37     |